# Giungano
Giungano (Jùngano in campano) è un comune italiano di 1 284 abitanti della provincia di Salerno in Campania.

## Geografia fisica

### Territorio
- Classificazione sismica: zona 2 (sismicità media), Ordinanza PCM. 3274 del 20/03/2003.

### Clima
La stazione meteorologica più vicina è quella di Capaccio. In base alla media trentennale di riferimento 1961-1990, la temperatura media del mese più freddo, gennaio, si attesta a +6,8 °C; quella del mese più caldo, agosto, è di +24,4 °C.
| Capaccio           | Mesi | Mesi | Mesi | Mesi | Mesi | Mesi | Mesi | Mesi | Mesi | Mesi | Mesi | Mesi | Stagioni | Stagioni | Stagioni | Stagioni | Anno |
| Capaccio           | Gen  | Feb  | Mar  | Apr  | Mag  | Giu  | Lug  | Ago  | Set  | Ott  | Nov  | Dic  | Inv      | Pri      | Est      | Aut      | Anno |
| ------------------ | ---- | ---- | ---- | ---- | ---- | ---- | ---- | ---- | ---- | ---- | ---- | ---- | -------- | -------- | -------- | -------- | ---- |
| T. max. media (°C) | 9,9  | 9,9  | 12,6 | 16,0 | 19,8 | 24,3 | 28,7 | 29,2 | 25,4 | 20,9 | 15,8 | 12,0 | 10,6     | 16,1     | 27,4     | 20,7     | 18,7 |
| T. min. media (°C) | 3,7  | 4,0  | 5,7  | 8,6  | 11,7 | 15,6 | 19,1 | 19,6 | 16,5 | 13,0 | 9,1  | 5,9  | 4,5      | 8,7      | 18,1     | 12,9     | 11,0 |

## Storia
Dal 1811 al 1860 ha fatto parte del circondario di Capaccio, appartenente al distretto di Campagna del regno delle Due Sicilie.
Dal 1860 al 1927, durante il regno d'Italia ha fatto parte del mandamento di Capaccio, appartenente al circondario di Campagna.

## Monumenti e luoghi d'interesse

### Architetture religiose
- Chiesa di S.Maria Assunta (XV sec.)
- Chiesa di Sant'Agnello Abate ed ex cimitero benedettino (XII sec.)
- Cappella di San Giuseppe (XX sec.)

### Architetture civili

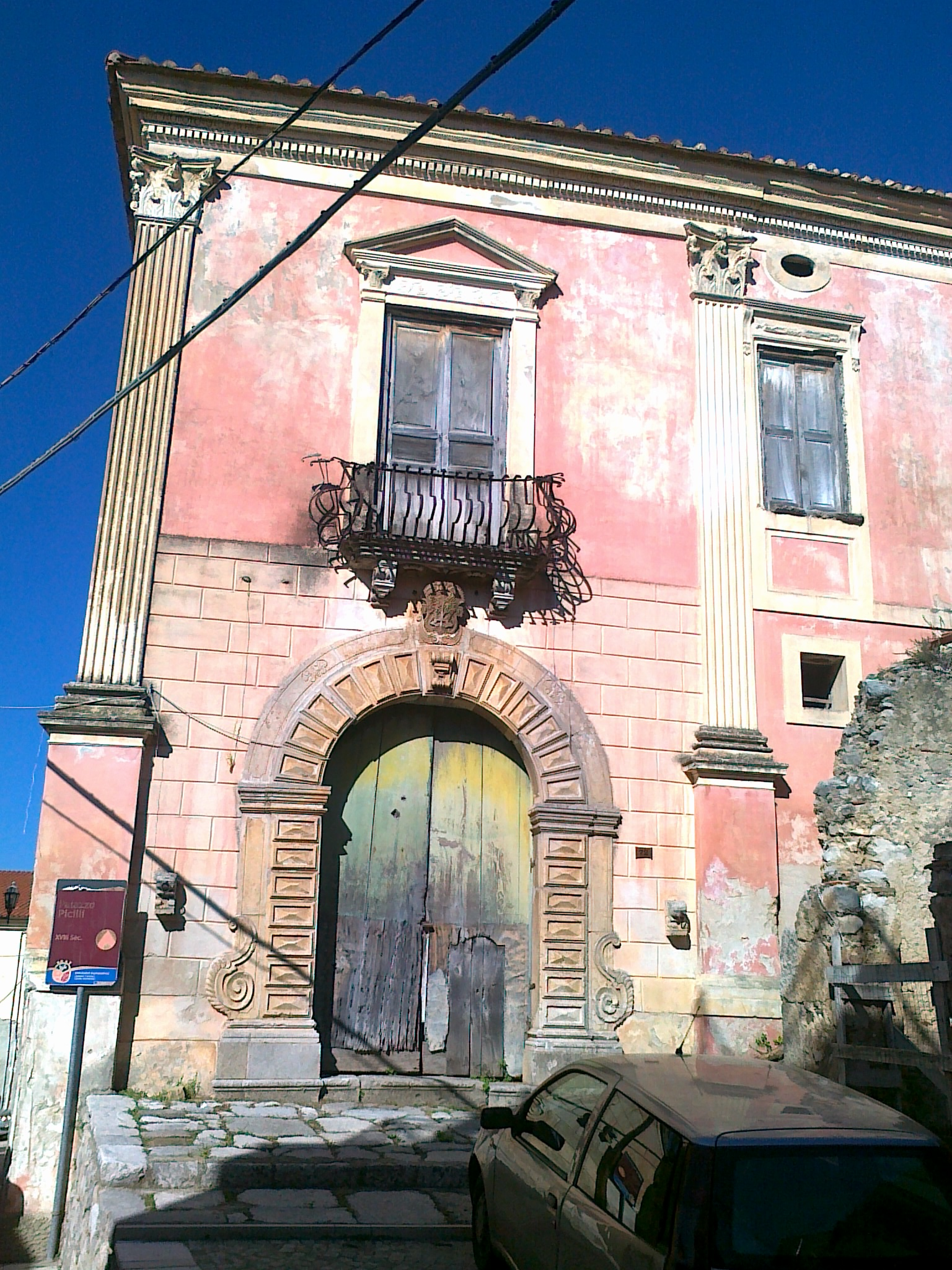
Palazzo Picilli

- Palazzo Ducale (XVII sec)
- Palazzo Aulisio
- Palazzo Stromilli (XV sec.)
- Palazzo Picilli (XVII sec.)
- Palazzo Guglielmotti (XVI sec.)

### Aree naturali

#### Sentieri naturalistici
- Sentiero della sposa
- Sentiero tre monti

## Società

### Evoluzione demografica
Abitanti censiti

### Etnie e minoranze straniere
Al 31 dicembre 2007 a Giungano risultano residenti 41 cittadini stranieri.

### Religione
La maggioranza della popolazione è di religione cristiana appartenenti principalmente alla Chiesa cattolica; il comune appartiene alla diocesi di Vallo della Lucania.

## Infrastrutture e trasporti

### Strade
- Strada provinciale 83 Innesto SS 18 (Ogliastro Cilento)-Cicerale-bivio SP 13 (Trentinara).
- Strada provinciale 137 Innesto SS 18 (Mattine)-Giungano-Innesto SP 83.

## Amministrazione

### Sindaci
| Periodo        | Periodo        | Primo cittadino   | Partito                                | Carica           | Note |
| -------------- | -------------- | ----------------- | -------------------------------------- | ---------------- | ---- |
| 23 aprile 1995 | 13 giugno 1999 | Ernesto Passaro   | lista civica                           | Sindaco          |      |
| 13 giugno 1999 | 12 giugno 2004 | Ernesto Passaro   | centro-sinistra                        | Sindaco          |      |
| 13 giugno 2004 | 25 maggio 2014 | Francesco Palumbo | lista civica                           | Sindaco          |      |
| 25 maggio 2014 | 13 giugno 2017 | Francesco Palumbo | lista civica Giungano Democratica      | Sindaco          |      |
| 13 giugno 2017 | 10 giugno 2018 | Giuseppe Orlotti  | lista civica Giungano Democratica      | Vicesindaco f.f. |      |
| 10 giugno 2018 | in carica      | Giuseppe Orlotti  | lista civica Giungano Democratica Lega | Sindaco          |      |

### Altre informazioni amministrative
Le competenze in materia di difesa del suolo sono delegate dalla Campania all'Autorità di bacino regionale Sinistra Sele.

## Sport

### Impianti sportivi
- Campo di calcio[si ma quale? Di che importanza messa così sembra della parrocchia]